# Eddy Cael
Eddy Cael, né le 24 octobre 1945 à Wervicq, est un coureur cycliste professionnel belge.

## Palmarès
- 1968
  - 3e du Circuit franco-belge
- 1971
  - 3e du Trèfle à Quatre Feuilles
- 1973
  - Grand Prix Raf Jonckheere
- 1975
  - Circuit du Houtland
- 1976
  - 2e du Trèfle à Quatre Feuilles
  - 3e du Circuit du Tournaisis
  - 3e du Grand Prix Raf Jonckheere
  - 3e de la Gullegem Koerse
  - 3e de la Flèche halloise
- 1978
  - 2e du Circuit du Houtland
  - 3e du Circuit de Wallonie
  - 3e de Harelbeke-Poperinge-Harelbeke
- 1979
  - 2e du Grand Prix Raf Jonckheere
  - 3e du Circuit du Houtland
- 1980
  - 2e du Circuit de la région linière

## Résultats sur les grands tours

### Tour de France
2 participations
- 1974 : abandon (11e étape)
- 1975 : abandon (4e étape)

### Tour d'Espagne
1 participation 
- 1976 : 47e